# Charles Gordon-Lennox, VI duca di Richmond
Charles Gordon-Lennox, VI duca di Richmond, Lennox e Aubigny e I duca di Gordon (Londra, 27 febbraio 1818 – Morayshire, 27 settembre 1903), è stato un nobile e politico britannico appartenente al partito Conservatore.

## Biografia

### Giovinezza ed educazione

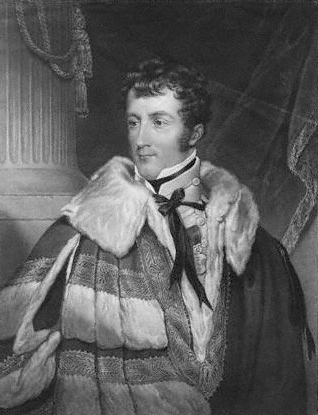
Stampa del 1824 ritraente Charles Gordon-Lennox, V duca di Richmond nelle vesti di pari d'Inghilterra

Charles Gordon-Lennox nacque a Richmond House, Londra, figlio di Charles Gordon-Lennox, V duca di Richmond e di sua moglie, Caroline, figlia del Feldmaresciallo Henry Paget, I marchese di Anglesey. Charles venne educato a Westminster ed al Christ Church di Oxford dove dimostrò grande abilità nel gioco del cricket. Egli prestò successivamente servizio nelle Royal Horse Guards divenendo aiutante di campo del Duca di Wellington.

### Matrimonio

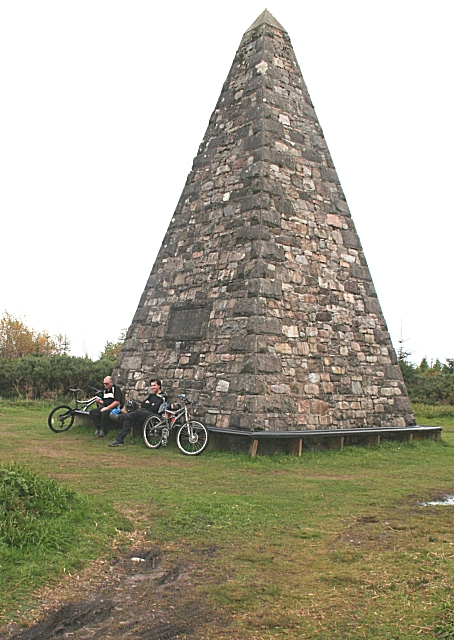
Monumento in onore di Frances Harriett Greville

Il Duca di Richmond sposò Frances Harriett Greville, figlia di Algernon Greville, il 28 novembre 1843. La coppia ebbe sei figli.

### Carriera politica

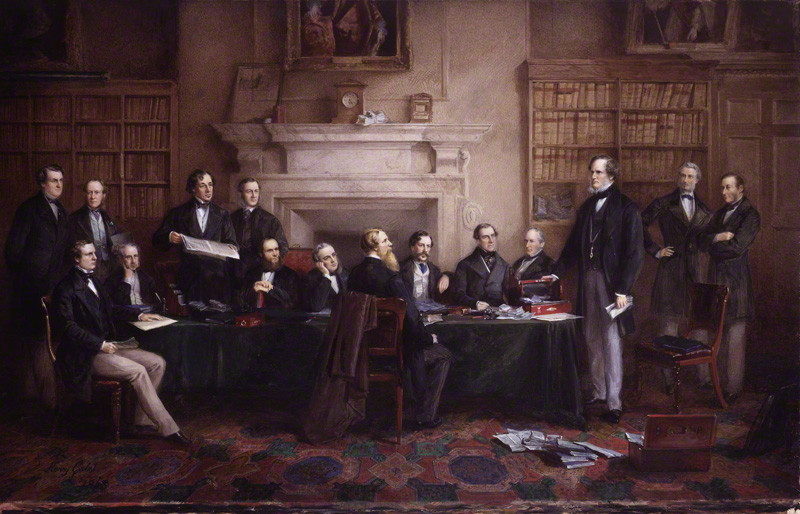
Il gabinetto di William Cavendish, VII duca di Devonshire del 1867. Gordon-Lennox vi si trovava in qualità di Royal Commission on Capital Punishment

Nel marzo del 1841 entrò in politica come membro del parlamento per il West Sussex e dal 1859 divenne membro del Privy Council della corona del Regno Unito. Nel 1860, succedette al padre nella reggenza del ducato di Richmond ed ebbe accesso alla Camera dei Lords. Egli fu a capo della Royal Commission on Capital Punishment dal 1866. Nel 1867 venne nominato cavaliere dell'Ordine della Giarrettiera ed occupò diverse posizioni di governo, tra cui quella di Segretario per la Scozia.

### Ultimi anni e morte

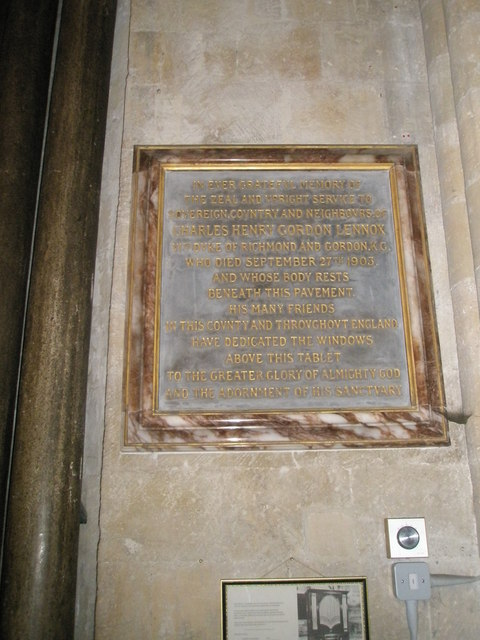
Memoriale del Duca all'interno della Cattedrale di Chichester

Egli fu inoltre Cancelliere dell'Università di Aberdeen dal 1861 sino alla sua morte avvenuta a Gordon Castle nel 1903.

## Discendenza

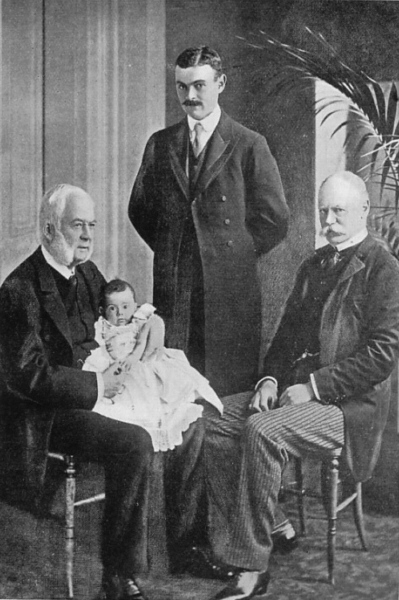
Quattro generazioni di Duchi di Richmond

Dal matrimonio tra Lord Charles e Frances Harriett Greville nacquero:
- Caroline (12 ottobre 1844 – 2 novembre 1934), morì nubile
- Charles (1845–1928), successore del padre
- Algernon Charles (19 settembre 1847 – 3 ottobre 1921), sposò Blanche Maynard ed ebbe una figlia, Ivy (16 giugno 1887 – 3 marzo 1982), la quale sposò William Cavendish-Bentinck, VII duca di Portland.
- Francis Charles (30 luglio 1849 – 1º gennaio 1886), capitano, morì celibe
- Florence (21 giugno 1851 – 21 luglio 1895), morì nubile
- Walter Charles (29 luglio 1865 – 21 ottobre 1922), sposò Alice Ogilvie-Grant, ebbe discendenza

## Ascendenza
|                                                |                                      |                                         | Genitori                                       |  |  | Nonni |  |  | Bisnonni         |  |  | Trisnonni                               |  |
|                                                |                                      |                                         |                                                |  |  |       |  |  | 8. George Lennox |  |  | 16. Charles Lennox, II duca di Richmond |  |
|                                                |                                      |                                         |                                                |  |  |       |  |  | 8. George Lennox |  |  | 16. Charles Lennox, II duca di Richmond |  |
|                                                |                                      | 17. Sarah Cadogan                       |                                                |  |  |       |  |  | 8. George Lennox |  |  |                                         |  |
| 4. Charles Lennox, IV duca di Richmond         |                                      |                                         |                                                |  |  |       |  |  | 8. George Lennox |  |  |                                         |  |
|                                                |                                      | 9. Louisa Kerr                          | 18. William Kerr, IV marchese di Lothian       |  |  |       |  |  |                  |  |  |                                         |  |
|                                                |                                      | 9. Louisa Kerr                          | 18. William Kerr, IV marchese di Lothian       |  |  |       |  |  |                  |  |  |                                         |  |
|                                                |                                      | 9. Louisa Kerr                          | 19. Caroline Darcy                             |  |  |       |  |  |                  |  |  |                                         |  |
| 2. Charles Gordon-Lennox, V duca di Richmond   |                                      | 9. Louisa Kerr                          |                                                |  |  |       |  |  |                  |  |  |                                         |  |
|                                                |                                      | 10. Alexander Gordon, IV duca di Gordon | 20. Cosmo Gordon, III duca di Gordon           |  |  |       |  |  |                  |  |  |                                         |  |
|                                                |                                      | 10. Alexander Gordon, IV duca di Gordon | 20. Cosmo Gordon, III duca di Gordon           |  |  |       |  |  |                  |  |  |                                         |  |
|                                                |                                      | 10. Alexander Gordon, IV duca di Gordon | 21. Catherine Gordon                           |  |  |       |  |  |                  |  |  |                                         |  |
| 5. Charlotte Gordon                            |                                      | 10. Alexander Gordon, IV duca di Gordon |                                                |  |  |       |  |  |                  |  |  |                                         |  |
|                                                |                                      | 11. Jane Maxwell                        | 22. William Maxwell, III baronetto di Monreith |  |  |       |  |  |                  |  |  |                                         |  |
|                                                |                                      | 11. Jane Maxwell                        | 22. William Maxwell, III baronetto di Monreith |  |  |       |  |  |                  |  |  |                                         |  |
|                                                |                                      | 11. Jane Maxwell                        | 23. Magdalena Blair                            |  |  |       |  |  |                  |  |  |                                         |  |
| 1. Charles Gordon-Lennox, VI duca di Richmond  |                                      | 11. Jane Maxwell                        |                                                |  |  |       |  |  |                  |  |  |                                         |  |
|                                                | 12. Henry Paget, I conte di Uxbridge | 24. Nicholas Bayly, II baronetto        |                                                |  |  |       |  |  |                  |  |  |                                         |  |
|                                                | 12. Henry Paget, I conte di Uxbridge | 24. Nicholas Bayly, II baronetto        |                                                |  |  |       |  |  |                  |  |  |                                         |  |
|                                                | 12. Henry Paget, I conte di Uxbridge | 25. Caroline Paget                      |                                                |  |  |       |  |  |                  |  |  |                                         |  |
| 6. Henry William Paget, I marchese di Anglesey | 12. Henry Paget, I conte di Uxbridge |                                         |                                                |  |  |       |  |  |                  |  |  |                                         |  |
|                                                |                                      | 13. Jane Champagné                      | 26. Arthur Champagné                           |  |  |       |  |  |                  |  |  |                                         |  |
|                                                |                                      | 13. Jane Champagné                      | 26. Arthur Champagné                           |  |  |       |  |  |                  |  |  |                                         |  |
|                                                |                                      | 13. Jane Champagné                      | 27. Marianne Hamon                             |  |  |       |  |  |                  |  |  |                                         |  |
| 3. Caroline Paget                              |                                      | 13. Jane Champagné                      |                                                |  |  |       |  |  |                  |  |  |                                         |  |
|                                                |                                      | 14. George Villiers, IV conte di Jersey | 28. William Villiers, III conte di Jersey      |  |  |       |  |  |                  |  |  |                                         |  |
|                                                |                                      | 14. George Villiers, IV conte di Jersey | 28. William Villiers, III conte di Jersey      |  |  |       |  |  |                  |  |  |                                         |  |
|                                                |                                      | 14. George Villiers, IV conte di Jersey | 29. Anne Egerton                               |  |  |       |  |  |                  |  |  |                                         |  |
| 7. Caroline Villiers                           |                                      | 14. George Villiers, IV conte di Jersey |                                                |  |  |       |  |  |                  |  |  |                                         |  |
|                                                |                                      | 15. Frances Twysden                     | 30. Philip Twysden, vescovo di Raphoe          |  |  |       |  |  |                  |  |  |                                         |  |
|                                                |                                      | 15. Frances Twysden                     | 30. Philip Twysden, vescovo di Raphoe          |  |  |       |  |  |                  |  |  |                                         |  |
|                                                |                                      | 15. Frances Twysden                     | 31. Frances Carter                             |  |  |       |  |  |                  |  |  |                                         |  |
|                                                |                                      | 15. Frances Twysden                     |                                                |  |  |       |  |  |                  |  |  |                                         |  |